# Нова Каледония
Нова Каледония (на френски: Nouvelle-Calédonie) са острови в Тихия океан, владение на Франция. Островната група включва големия остров Нова Каледония, архипелазите Лоайоте (Loyauté) и Честърфийлд, островите Белеп, рифовете д'Антрекасто и отделни острови Юон, Пайнс (Куние), Уолпол и др., като всички те образуват френската отвъдморска административна единица Нова Каледония. Простират се между 19° и 23° ю.ш. и между 158° и 168° и.д. Общата площ на Нова Каледония е 18 576 km².
Административен център е град Нумеа (100 хил. жители, в агломерацията 166 хил. жители).

## Държавно устройство
Нова Каледония е „задморска територия“ на Франция. От 1984 г. островите имат вътрешно самоуправление. Законодателен орган – конгрес на териториите от 54 члена, избирани за 6 години от асамблеята на трите провинции, осъществяващи изпълнителната власт и избирани за 6 години. Във френския парламент Нова Каледония е представена от двама депутати в Националното събрание и един сенатор.
Въоръжени сили 2200 души.

## История
Остров Нова Каледония е открит на 4 септември 1774 г. от великия английският мореплавател Джеймс Кук, който го наименува Шотландия, чието древно име е Каледония. През 1853 г. островът е завладян от Франция, а от 1860 г. става колония и същевременно каторга на Франция. Тук са изпратени през годините около 49 хил. затворници, като 4 хил. от тях са дейци на Парижката комуна. Още в първите години на френското владичество местното население – канаките, започва борба за своята независимост. През 1879 избухва първото голямо въстание, което е жестоко потушено от френските власти. През следващите години са вдигани още няколко бунтове и въстания, които също са жестоко потушавани. След последните кървави сблъсъци през 80-те години на 20 век е обещано на местното население референдум за независимост от Франция. На 5 юни 1998 г. е подписан договор за 20-годишен преходен период, след което да се проведе референдум за независимост. Референдумът, който се провежда на 4 ноември 2018 г. решава Нова Каледония да остане в зависимост от Франция.

## География

### Разположение, острови
Големият остров Нова Каледония (площ 16 346 km²) по размери заема 3-то място в Меланезия след островите Нова Гвинея и Нова Британия. На юг от него се намира остров Пейнс (Куние, 152,3 km²), а на север – островните групи Белеп (69,5 km²), д'Антрекасто и Юон (0,5 km²). На изток е разположена островната верига Лоайоте (1981 km²), простираща се от северозапад на югоизток, паралелно на Нова Каледония и отделена от нея с проток широк 100 km. Най-големите острови в групата са: Лифу (1207 km²), Маре (642 km²) и Увеа (132 km²). На около 400 km северозападно от Нова Каледония е разположен архипелагът Честърфийлд, състоящ се от десетки малки коралови атоли.

### Релеф, геоложки строеж, полезни изкопаеми
За разлика от повечето острови в Тихия океан, които са с относително скорошен вулканичен произход, Нова Каледония е част от древния континент Гондвана. Нова Каледония и Нова Зеландия се отделили от Австралия преди 85 милиона години и една от друга преди 55 милиона години. Това изолирало Нова Каледония от останалата част на света и я е направило разновидност на Ноевия ковчег, запазвайки част от праисторическите гори на Гондвана. Тази страна все още пази изключително разнообразие на уникални ендемични, примитивни видове растения и животни с произход от древния континент Гондвана.
Остров Нова Каледония се простира на 400 km от северозапад на югоизток, а ширината му е до 50 km. Бреговете му са силно разчленени от множество малки и удобни заливи, но достъпът до тях е затруднен от изобилието от коралови рифове. 2/3 от територията на острова е заета от две планински вериги, разделени от надлъжна долина. Останалата част от острова се заема от предпланински участъци, плата и малки низини. Най-високата точка е връх Мон Пание (1628 m).
Фундаментът на острова е изграден от древни скали. Част от тях се препокрити със седиментни наслаги, сред които преобладават варовиците, а също глинесто-варовиковите и железистите шисти. Възвишените и плоски острови Лоайоте са изградени от коралови варовици, издигащи се до 150 m н.в. Само на остров Маре два малки вулкански конуса образуват хълмист релеф.
Недрата на Нова Каледония са богати на никел, хром, кобалт, желязо, мед, цинк, злато, сребро, магнезит, въглища. В шелфа на архипелага Честърфийлд са разкрити находища на нефт.

### Климат, води
Климатът е тропичен, влажен, като средномесечните температури са 20°-27 °C, а средногодишната температура – 23,6 °C, с годишната температурна амплитуда е 6,5°С. Летният горещ период продължава от октомври до април, а зимният прохладен – от март до декември, когато над острова често бушуват урагани. По източното крайбрежие падат до 3000 mm валежи годишно, а по западното – до 1000 mm. Климатът на островите Лоайоте и на другите коралови острови е малко по-сух.
Речна мрежа е развита само на остров Нова Каледония. Реките са малки, но бурни. Най-големите са Тао и Диахот, като последната е плавателна през влажния сезон за плитко газещи речни съдови на 90 km от устието си. В планините на острова бликат множество термални извори.

### Почви, растителност, животински свят
Почвите на Нова Каледония са червено-жълти и червено-кафяви латеритни, съдържат голямо количество железни хидроокиси и са много плодородни. В тези райони, където горите са изсечени и на местата с минни разработки, почвената покривка е унищожена и тук се наблюдават усилени ерозионни процеси.
Огромни пространства в западните и централните части на острова са заети от савани. Тук растат ендемични храсти, казуарини и местен вид евкалипт – няули. Тревите са представени от аланг-аланг и брадавичеста трева. Обширните савани се явяват много добри естествени пасища за развъждания едър рогат добитък. Горите на Нова Каледония са малко. Бреговите ивици са заети от мангрови гори, а по нататък по брега растат гори, състоящи се от кокосови палми, банани, орхидеи, папрати. Планинските склонове на височина до 1000 m са покрити с тропически гори с ендемични миртови дървета, а също и няули. Нагоре се появяват иглолистни видове, араукария, подокарпус, каури и дървовидни папрати.
Животинският свят на острова е много беден. Бозайниците са представени само от няколко вида прилепи. Повечето от внесените от човека домашни животни са подивели, в т.ч. и кенгуруто. Местното население развъжда коне, мулета, магарета, едър и дребен рогат добитък, свине. На острова се срещат и няколко вида влечуги. Птиците са около 100 вида. Крайбрежните води са богати на различни видове риби. Кораловите рифове са населени с множество видове риби, сред които се срещат и каледонийски ендемити.
Нова Каледония е считана за едно от най-важните и най-застрашените от ботаническа гледна точка места на планетата.

## Население
Към 2007 г. населението наброява 252 хил. жители, като средната гъстота е 13,2 жители на км2. Естествен прираст 11. Средна продължителност на живота – мъже 71 години, жени 76 години. Етнически състав – меланезийци от Нова Каледония (канаки) 31,4%, меланезийци от о-вите Луайоте 13,5%, французи 33,6%, уолисци 8,6%, яванци 3,2%, таитяни 2,9%, виетнамци 1,5%, други 5,3%. Официален език – френски. Използват се и меланезийски езици. Азбука – латиница. Неграмотни – 12%. Религии – християни 94,6% (от тях католици 73,6%, протестанти 26,4%), мюсюлмани 3,3%, будисти 1,6%, други 0,5%. Градско население 65%. По-големи градове – Ве (11 хил. ж.), Тадин (8 хил.ж.), Пондими (5 хил.ж.), Хуалу (5 хил.ж.), Бурай (5 хил.ж.).

## Административно деление
Нова Каледония е разделена на 3 провинции – Север (северната част на острова), Юг (южната част на острова) и острови (Лоайоте, вкл. Лифу, Увеа, Маре), които се делят на 33 общини.

## Икономика
Основа е добивът на полезни изкопаеми – никел, кобалт, хром, желязна руда, манган и др. Островът е известен с огромните залежи на алумиениева руда – боксит. На о-в Нова Каледония е едно от най-големите находища на никел в света – 45 млн. т запаси (20 % от световните). Има и предприятия на металургичната промишленост, за преработване на селскостопанска продукция, дървопреработване, мебелни фабрики.
В селското стопанство са заети 70 % от трудоспособното население. Основни култури са кокосова палма, царевица, ямс, плодове и зеленчуци. Улов на риба – 4,4 хил. т годишно.
Шосета 5600 km, от тях 1000 km асфалтирани, жп линии няма.
Основно пристанище и международно летище – Нумеа.
Съотношение селско стопанство-промишленост-обслужване – 6:31:63.
Годишно се посещава от 100 хил. туристи.

## Референдум за независимост
На 13 септември 1987 г. се провежда първият референдум за независимостта на Нова Каледония. Референдумът е бойкотиран от привържениците на независимостта и по този начин избирателната активност е само 59% от гласувалите, а само 1,7% от дошлите в избирателните секции гласуват за независимост.
През 1998 г. е подписано Ноумейското споразумение, според което след 20 години жителите на територията имат право да проведат три референдума за независимост с разлика между тях от две години. Първият от референдумите, предвидени в споразумението, е проведен на 4 ноември 2018 г. Това гласуване се отнася за „прехвърлянето на държавните правомощия в Нова Каледония, международния статут с пълна отговорност и организацията на гражданството“. Според резултатите от референдума повече от 56% от участвалите в гласуването се противопоставят на независимостта от Франция, избирателната активност на референдума е 81%. В същото време 17% от гласувалите са изключени от гласуването – тези, които са родени във Франция и са се преместили в Нова Каледония след 1994 г.
Вторият референдум за независимост се провежда на 4 октомври 2020 г. 53% от участниците се противопоставят на независимостта, а избирателната активност е над 85%. В същото време проучванията на общественото мнение не са били провеждани през последните шест месеца и е трудно да бъде предвиден резултатът от гласуването. Съгласно споразумението от 1998 г. Нова Каледония има възможността да гласува отново за независимост през 2022 г., ако поне една трета от местния законодателен орган на Конгреса вземе такова решение.

## Култура
За разлика от други страни в Меланезия, в Нова Каледония европейската култура изцяло доминира над културата на аборигените. Това преобладаване се усеща особено силно в столицата Нумеа, която е типичен европейски град. Селата, обитавани от аборигени, са силно европеизирани, въпреки че запазват някои традиционни черти във външния си вид. Традиционното новокаледонско жилище – кръгло или правоъгълно, покрито с палмови листа – сега се среща само в малките села, които са най-отдалечени от столицата. На места традиционните вождове изграждали кръгли жилища от местен тип с висок коничен покрив. Почти нищо не е запазено от аборигените. Мелано-новокаледонците носят европейски облекла. Аборигените запазват традиционните си умения за готвене малко по-добре, но все повече в страната се усеща европейското влияние.